# Мансо, Дамиан
Дамиан Мансо (полностью — Дамиан Алехандро Мансо исп. Damián Alejandro Manso; 6 июня 1979, Росарио) — аргентинский футболист, полузащитник, тренер.

## Биография
Воспитанник клуба «Ньюэллс Олд Бойз» из Росарио.
В родном клубе выступал с 1996 года с перерывами — возвращался дважды из «Бастии» и «Индепендьенте». В 2006/07 Мансо выступал за греческий клуб Высшей Лиги «Ксанти», а с 2007 года стал выступать за эквадорский ЛДУ из Кито.
В розыгрыше Кубка Либертадорес 2008, когда эквадорский ЛДУ впервые в своей истории выиграл самый престижный международный турнир, Мансо отметился 3 забитыми голами за эту команду, и стал одним из ключевых игроков ЛДУ в полузащите. Мансо попал в символическую сборную Кубка Либертадорес 2008 года. По итогам Клубного чемпионата мира 2008 года, в финальном матче которого ЛДУ уступил английскому «Манчестер Юнайтед» со счётом 0:1, Мансо был удостоен Бронзового мяча турнира.
В 2009 и 2010 годах довольно успешно выступал за мексиканскую «Пачуку», в 2011 году выступал за «Хагуарес Чьяпас».

## Титулы
- Чемпион Аргентины (1): Апертура 2004
- Чемпион Эквадора (1): 2007
- Обладатель Кубка Либертадорес (1): 2008
- Бронзовый мяч третьему игроку Клубного чемпионата мира 2008